# Kfar Monaš
Kfar Monaš (hebrejsky כְּפַר מוֹנַשׁ, doslova „Monašova vesnice“, v oficiálním přepisu do angličtiny Kefar Monash, přepisováno též Kfar Monash) je vesnice typu mošav v Izraeli, v Centrálním distriktu, v Oblastní radě Emek Chefer.

## Geografie
Leží v nadmořské výšce 20 metrů v hustě osídlené a zemědělsky intenzivně využívané pobřežní nížině respektive Šaronské planině.
Obec se nachází 6 kilometrů od břehu Středozemního moře, cca 32 kilometrů severovýchodně od centra Tel Avivu, cca 51 kilometrů jižně od centra Haify a 10 kilometrů jižně od města Chadera. Kfar Monaš obývají Židé, přičemž osídlení v tomto regionu je etnicky převážně židovské.
Kfar Monaš je na dopravní síť napojen pomocí lokální silnice číslo 5711, jež západně od vesnice ústí do dálnice číslo 4.

## Dějiny
Kfar Monaš byl založen v roce 1946. Nazván je podle židovského generála australské armády Johna Monashe. Zakladateli vesnice byla skupina židovských veteránů, kteří v druhé světové válce bojovali v britské armádě. Šlo převážně o Židy z Evropy, USA a Jižní Afriky.
Před rokem 1949 měl mošav rozlohu katastrálního území 1 250 dunamů (1,25 kilometru čtverečního). Správní území obce nyní dosahuje 2700 dunamů (2,7 kilometrů čtverečních).
Vesnice obsahuje 68 soukromých farem. V roce 1998 začala stavební expanze obce, při níž došlo k výstavbě 73 dalších domů. Do poloviny 80. let 20. století byla místní ekonomika založena na zemědělství, pak začaly převažovat jiné obory (služby, dojíždění za prací mimo obec). V obci funguje společenské centrum, poštovní úřad, knihovna a synagoga. Jednou z nejstarších staveb je věžovitý objekt vodního rezervoáru. Od roku 1979 je v mošavu v provozu plavecký bazén.
Poblíž vesnice se nachází správní budova Oblastní rady Emek Chefer. Na jižním okraji obce se rozkládá vzdělávací komplex Midrešet Ruppin.

## Demografie
Podle údajů z roku 2014 tvořili naprostou většinu obyvatel v Kfar Monaš Židé (včetně statistické kategorie "ostatní", která zahrnuje nearabské obyvatele židovského původu ale bez formální příslušnosti k židovskému náboženství).
Jde o menší sídlo vesnického typu s dlouhodobě rostoucí populací. K 31. prosinci 2014 zde žilo 946 lidí. Během roku 2014 populace klesla o 0,3 %.
| Rok            | 1948 | 1961 | 1972 | 1983 | 1995 | 2001 | 2003 | 2004 | 2005 | 2006 | 2007 | 2008 | 2009 | 2010 | 2011 | 2012 | 2013 | 2014 |
| -------------- | ---- | ---- | ---- | ---- | ---- | ---- | ---- | ---- | ---- | ---- | ---- | ---- | ---- | ---- | ---- | ---- | ---- | ---- |
| Počet obyvatel | 131  | 325  | 308  | 350  | 479  | 657  | 695  | 705  | 734  | 785  | 860  | 872  | 924  | 899  | 910  | 927  | 949  | 946  |